# Jailhouse Rock
Jailhouse Rock, amerikansk film från 1957. Det är även namnet på en känd sång ur filmens soundtrack. Huvudrollen i filmen spelas av Elvis Presley, som också framför flertalet av soundtrackets sånger (inklusive Jailhouse Rock).

## Handling
Vince Everett sitter av ett ettårigt fängelsestraff för dråp. Hans cellkamrat, en före detta countrysångare, försöker lära honom skivbranschen. Det går så bra för Everett att han beslutar sig för att satsa på sångarkarriären när han kommer ut. Det är inte lätt, men med hjälp av sin nya vän startar han sitt eget skivmärke och slår igenom över en natt. Kommer hans önskan och berömdhet och pengar få honom att glömma vilka som hjälpte honom dit?

## Om filmen
Filmen hade premiär den 17 oktober 1957 i Memphis, Tennessee. Den svenska premiären var den 14 mars 1958, åldersgränsen är 15 år.

## Rollista i urval
- Elvis Presley – Vince Everett
- Judy Tyler – Peggy Van Alden
- Vaughn Taylor – Mr. Shores
- Dean Jones – Teddy Talbot
- Mike Stoller – Pianospelare (ej krediterad)

## Musik i filmen
- One More Day, skriven av Sid Tepper och Roy C. Bennett, framförd av Mickey Shaughnessy
- Young And Beautiful, skriven av Abner Silver och Aaron Schroeder, framförd av Elvis Presley
- I Want To Be Free, skriven av Jerry Leiber och Mike Stoller, framförd av Elvis Presley
- Don't Leave Me Now, skriven av Aaron Schroeder och Ben Weisman, framförd av Elvis Presley
- Treat Me Nice, skriven av Jerry Leiber och Mike Stoller, framförd av Elvis Presley
- Jailhouse Rock, skriven av Jerry Leiber och Mike Stoller, framförd av Elvis Presley
- (You're So Square) Baby I Don't Care, skriven av Jerry Leiber och Mike Stoller, framförd av Elvis Presley

## Utmärkelser
- 1991 – ASCAP Award - Most Performed Feature Film Standards, Jerry Leiber och Mike Stoller för sången Jailhouse Rock
- 2004 – U.S. National Film Registry - En av de maximalt 25 filmer som årligen utses att vara särskilt kulturellt, historiskt eller estetiskt viktiga